# Monte Ballena Azul
El monte Ballena Azul (en inglés: Blue Whale Mountain) es una montaña que se eleva a 490 m s. n. m. en el lado oeste de la cabeza de la bahía Ballena Azul en la isla San Pedro, la principal del archipiélago de las Georgias del Sur, en el océano Atlántico Sur, cuya soberanía está en disputa entre el Reino Unido el cual las administra como «Territorio Británico de Ultramar de las islas Georgias del Sur y Sandwich del Sur», y la República Argentina que las integra al Departamento Islas del Atlántico Sur, dentro de la Provincia de Tierra del Fuego, Antártida e Islas del Atlántico Sur. Fue trazada por el personal de Investigaciones Discovery en 1930 y nombrada en asociación con la bahía cercana.